# Muzica în sânge
Muzica în sânge este un film românesc din 2010 regizat de Alexandru Mavrodineanu. Rolurile principale au fost interpretate de actorii Andi Vasluianu, Dorotheea Petre, Robert Drumuș.

## Distribuție
Distribuția filmului este alcătuită din:
- Marian Pârvu — Colombo
- Andi Vasluianu — Tatăl lui Lele
- Lele Robert Drumuș — Lele
- Dorotheea Petre — Mama lui Lele
- Dan Bursuc — impresarul